# Fábio Daniel Moreira Barros
Fábio Daniel Moreira Barros (sinh ngày 1 tháng 4 năm 1987 ở Gens, Gondomar, Porto), thường gọi Fabeta, là một cầu thủ bóng đá người Bồ Đào Nha thi đấu cho Anadia FC ở vị trí trung vệ.